# Empis testacea
Empis testacea är en tvåvingeart som beskrevs av Fabricius 1805. Empis testacea ingår i släktet Empis och familjen dansflugor. Inga underarter finns listade i Catalogue of Life.

## Bildgalleri

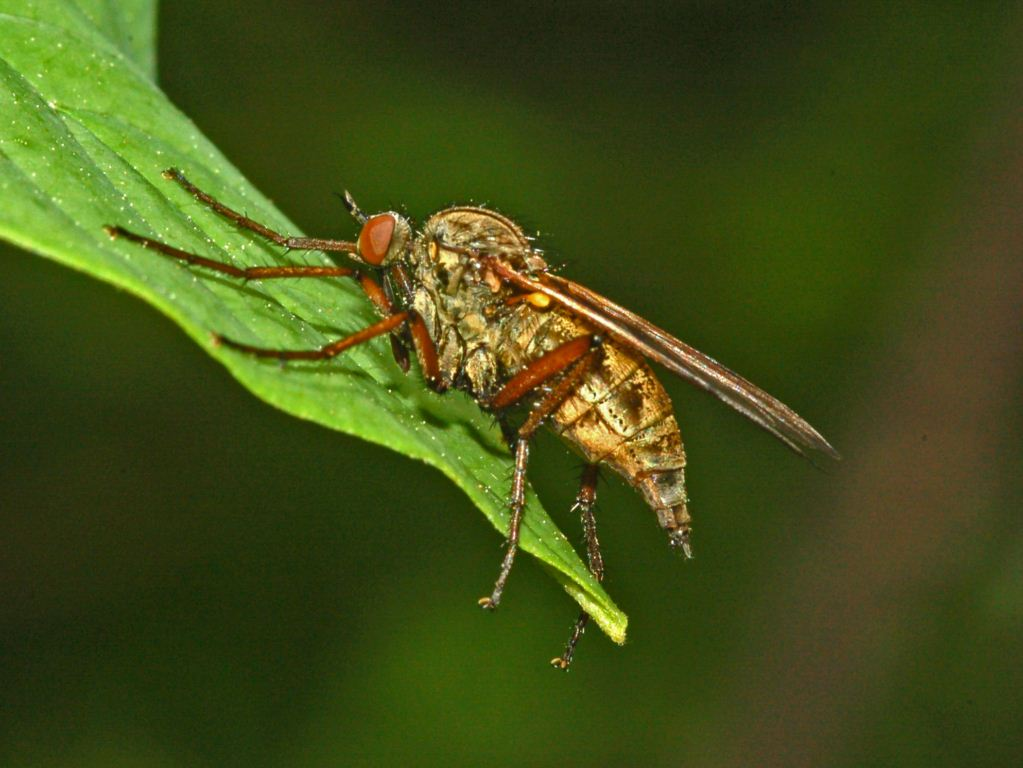